# Dérivation (hydrologie)
Pour les articles homonymes, voir Dérivation.

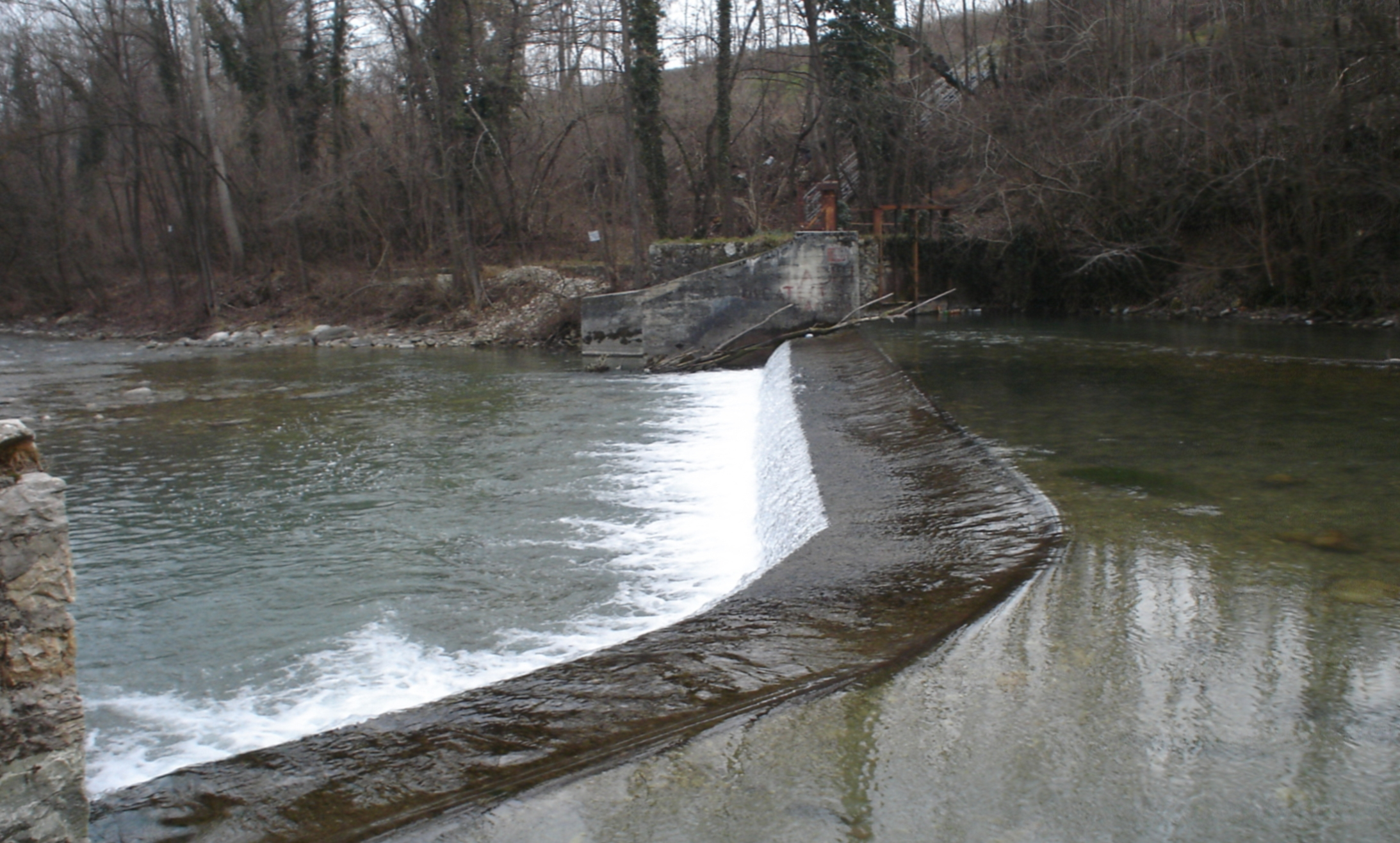
Dérivation de canal d'irrigation avec barrage et vanne

La dérivation est le nom donné au point d'un cours ou d'une étendue d'eau (lac) d'où part un canal d'irrigation ou de drainage ou, plus généralement, un cours d'eau secondaire.
Dans le premier cas, il s'agit d'une dérivation artificielle, dans le second, d'une dérivation naturelle. Elle constitue le point du cours d'eau originel sur lequel se trouve, sur l'une ou l'autre berge, le début du cours d'eau dérivé.
La dérivation d'un canal qui prend ses eaux dans une rivière ou un torrent est souvent réalisée au moyen d'une traverse de dérivation ou « soutien » et d'une ou plusieurs vannes nécessaires pour réguler le débit prélevé du cours d'eau principal.

## Référence
- (it) Cet article est partiellement ou en totalité issu de l’article de Wikipédia en italien intitulé « Incile » (voir la liste des auteurs).